# Chris Meledandri
Christopher Meledandri (New York, 15 mei 1959) is een Amerikaanse filmproducent en oprichter en CEO van Illumination sinds 2007. Hij was eerder President van 20th Century Animation en werkte tussen 1998 en 2007 bij Blue Sky Studios. Als producer is hij bekend met de filmseries Despicable Me, The Secret Life of Pets en Sing.
Meledandri werd geboren in de stad New York als zoon van Roland Meledandri, een herenmodeontwerper en Risha Meledandri, een activist, die opgroeide in de Upper East Side van Manhattan. Hij volgde een opleiding aan het Dartmouth College.
Meledandri is lid van de Academy of Motion Picture Arts and Sciences en lid van de raad van bestuur van The Hotchkiss School in Lakeville, Connecticut. Hij heeft twee zonen, geboren in 1990 en 1998.

## Filmografie

### Langspeelfilms
| Jaar | Titel                           | Opmerkingen             |
| ---- | ------------------------------- | ----------------------- |
| 1986 | Quicksilver                     | Geassocieerde producent |
| 1988 | Brothers in Arms                | Producent               |
| 1990 | Opportunity Knocks              | Producent               |
| 1993 | Fly by Night                    | Uitvoerend producent    |
| 1993 | Swing Kids                      | Uitvoerend producent    |
| 1993 | Cool Runnings                   | Uitvoerend producent    |
| 1993 | Sister Act 2: Back in the Habit | Co-uitvoerend producent |
| 1994 | Trial by Jury                   | Producent               |
| 2002 | Ice Age                         | Uitvoerend producent    |
| 2005 | Robots                          | Uitvoerend producent    |
| 2006 | Ice Age: The Meltdown           | Uitvoerend producent    |
| 2008 | Horton Hears a Who!             | Uitvoerend producent    |
| 2010 | Despicable Me                   | Producent               |
| 2011 | Hop                             | Producent               |
| 2012 | The Lorax                       | Producent               |
| 2013 | Despicable Me 2                 | Producent               |
| 2015 | Minions                         | Producent               |
| 2016 | The Secret Life of Pets         | Producent               |
| 2016 | Sing                            | Producent               |
| 2017 | Despicable Me 3                 | Producent               |
| 2018 | The Grinch                      | Producent               |
| 2019 | The Secret Life of Pets 2       | Producent               |
| 2021 | Sing 2                          | Producent               |
| 2022 | Minions: The Rise of Gru        | Producent               |
| 2022 | Puss in Boots: The Last Wish    | Uitvoerend producent    |
| 2023 | The Super Mario Bros. Movie     | Producent               |
| 2024 | Despicable Me 4                 | Producent               |

### Korte films
| Jaar | Titel                      | Opmerkingen          |
| ---- | -------------------------- | -------------------- |
| 2002 | Gone Nutty                 | Uitvoerend producent |
| 2005 | Aunt Fanny's Tour of Booty | Uitvoerend producent |
| 2006 | No Time for Nuts           | Uitvoerend producent |
| 2010 | Banana                     | Producent            |
| 2010 | Home Makeover              | Producent            |
| 2010 | Orientation Day            | Producent            |
| 2011 | Brad & Gary                | Producent            |
| 2012 | Wagon Ho!                  | Producent            |
| 2012 | Serenade                   | Producent            |
| 2012 | Forces of Nature           | Producent            |
| 2013 | Puppy                      | Producent            |
| 2013 | Panic in the Mailroom      | Producent            |
| 2013 | Training Wheels            | Producent            |
| 2015 | Competition                | Producent            |
| 2015 | Binky Nelson Unpacified    | Producent            |
| 2015 | Cro Minion                 | Producent            |
| 2016 | Mower Minions              | Producent            |
| 2016 | Weenie                     | Producent            |
| 2016 | Norman Television          | Producent            |
| 2017 | Gunter Babysits            | Producent            |
| 2017 | Love at First Sight        | Producent            |
| 2017 | Eddie's Life Coach         | Producent            |
| 2017 | The Secret Life of Kyle    | Producent            |
| 2018 | Yellow Is the New Black    | Producent            |
| 2018 | The Dog Days of Winter     | Producent            |
| 2019 | Santa's Little Helpers     | Producent            |
| 2019 | Minion Scouts              | Producent            |
| 2019 | Super Gidget               | Producent            |
| 2020 | Minions Holiday Special    | Producent            |
| 2021 | Minions & Monsters         | Producent            |
| 2022 | For Gunter's Eyes Only     | Producent            |
| 2022 | Animal Attraction          | Producent            |
| 2022 | Post Modern Minion         | Producent            |
| 2022 | Penglai                    | Producent            |
| 2022 | Minions & More 1           | Producent            |
| 2022 | Minions & More 2           | Producent            |

## Prijzen en nominaties
De belangrijkste:
| Jaar | Prijs                            | Categorie                                        | Werk                       | Resultaat   |
| ---- | -------------------------------- | ------------------------------------------------ | -------------------------- | ----------- |
| 2014 | Academy Award (Oscar)            | Beste animatiefilm                               | Despicable Me 2            | Genomineerd |
| 2014 | Visual Effects Society Award     | Uitstekende animatie in een animatiefilm         | Despicable Me 2            | Genomineerd |
| 2017 | British Academy Children's Award | Speelfilm                                        | Sing                       | Genomineerd |
| 2018 | Visual Effects Society Award     | Uitstekende visuele effecten in een animatiefilm | Despicable Me 3            | Genomineerd |
| 2019 | Visual Effects Society Award     | Lifetime Achievement Award                       | Lifetime Achievement Award | Gewonnen    |